# Evezés az 1908. évi nyári olimpiai játékokon
Az 1908. évi nyári olimpiai játékokon az evezésben négy versenyszámban osztottak érmeket.

## Éremtáblázat
(A rendező ország csapata eltérő háttérszínnel, az egyes számoszlopok legmagasabb értéke, vagy értékei vastagítással kiemelve.)
| Az 1908. évi nyári olimpiai játékok éremtáblázata evezésben | Az 1908. évi nyári olimpiai játékok éremtáblázata evezésben | Az 1908. évi nyári olimpiai játékok éremtáblázata evezésben | Az 1908. évi nyári olimpiai játékok éremtáblázata evezésben | Az 1908. évi nyári olimpiai játékok éremtáblázata evezésben | Olimpia  |
| ----------------------------------------------------------- | ----------------------------------------------------------- | ----------------------------------------------------------- | ----------------------------------------------------------- | ----------------------------------------------------------- | -------- |
|                                                             | Ország                                                      | Arany                                                       | Ezüst                                                       | Bronz                                                       | Összesen |
| 1.                                                          | Nagy-Britannia (GBR)                                        | 4                                                           | 3                                                           | 1                                                           | 8        |
|                                                             |                                                             |                                                             |                                                             |                                                             |          |
| 2.                                                          | Belgium (BEL)                                               | 0                                                           | 1                                                           | 0                                                           | 1        |
|                                                             |                                                             |                                                             |                                                             |                                                             |          |
| 3.                                                          | Kanada (CAN)                                                | 0                                                           | 0                                                           | 3                                                           | 3        |
| 4.                                                          | Németország (GER)                                           | 0                                                           | 0                                                           | 2                                                           | 2        |
| 5.                                                          | Hollandia (NED)                                             | 0                                                           | 0                                                           | 1                                                           | 1        |
| 5.                                                          | Magyarország (HUN)                                          | 0                                                           | 0                                                           | 1                                                           | 1        |
|                                                             |                                                             |                                                             |                                                             |                                                             |          |
| Összesen                                                    | Összesen                                                    | 4                                                           | 4                                                           | 8                                                           | 16       |

## Érmesek
| Az 1908. évi nyári olimpiai játékok érmesei evezésben | | | | |
| Versenyszám                                           | Arany | Ezüst | Bronz | Bronz |
| Egypárevezős                                          | Harry Blakstaffe · Nagy-Britannia (GBR) | Alexander McCulloch · Nagy-Britannia (GBR) | Levitzky Károly · Magyarország (HUN) | Bernhard von Gaza · Németország (GER) |
| Kormányos nélküli kettes                              | Nagy-Britannia (GBR) · Reginald Fenning · Gordon Thomson | Nagy-Britannia (GBR) · George Fairbaim · Philip Verdon | Németország (GER) · Martin Stahnke · Willi Düskow                                                                                                | Kanada (CAN) · Frederick Toms · Norman B. Jackes |
| Kormányos nélküli négyes                              | Nagy-Britannia (GBR) · James Angus Gillan · Duncan Mackinnon · John Somers-Smith                                                                                                | Nagy-Britannia (GBR) · Harold Barker · John Fenning · Gordon Thomson                                                                                          | Hollandia (NED) · Albertu Wielsma · Johan Burk · Bernardus Croon                                                                                 | Kanada (CAN) · Becher Gale · Charles Riddy · Geoffrey Taylor                                                                                          |
| Nyolcas                                               | Nagy-Britannia (GBR) · Frederick Kelly · Banner Johnstone · Guy Nickalls · Charles Burnell · Ronald Sanderson · Raymond Etherington-Smith · Henry Bucknall · Gilchrist Maclagan | Belgium (BEL) · Marcel Morimont · Rémy Orban · Georges Mijs · François Vergucht · Polydore Veirman · Oscar de Somville · Rodolphe Poma · Alfred van Landeghem | Kanada (CAN) · Joseph Wright · Julius Thomson · Walter Lewis · Gordon Balfour · Becher Gale · Charles Riddy · Geoffrey Taylor · Douglas Kertland | Nagy-Britannia (GBR) · Eric Powell · Oswald Carver · Edward Williams · Henry Goldsmith · Harold Kitching · John Burn · Douglas Stuart · Richard Boyle |